# Fastlane 2023
Fastlane 2023 è stata la settima edizione dell'omonimo evento in pay-per-view prodotto dalla WWE. L'evento si è svolto il 7 ottobre 2023 al Gainbridge Fieldhouse di Indianapolis (Indiana) ed è stato trasmesso in diretta su Peacock negli Stati Uniti e sul WWE Network nel resto del mondo.

## Storyline
Nell'episodio del 7 agosto di Raw, Seth Rollins accettò l'offerta di Shinsuke Nakamura di far parte della sua squadra per un tag team match a sei uomini che si svolse nel main event della puntata. La loro squadra vinse, ma durante i festeggiamenti Nakamura attaccò Rollins con una Kinshasa. La settimana successiva, Nakamura dichiarò di volere il World Heavyweight Championship, chiamando Rollins a comparire sul ring e quest'ultimo gli rispose che lo avrebbe affrontato in qualunque momento. Salito sul ring i due si strinsero la mano, ma Nakamura lo colpì a tradimento ancora una volta con la Kinshasa. Nell'episodio successivo, fu sancito il match titolato per Payback, che vide trionfare Rollins. In seguito, Nakamura attaccò nuovamente Rollins, e il 18 settembre, a Raw, quest'ultimo accettò di sfidare nuovamente Nakamura a Fastlane in un last man standing match con in palio il World Heavyweight Championship.
Nella puntata di SmackDown del 1º settembre, il rientrante John Cena ebbe un confronto verbale con Jimmy Uso, arrivando poi a colpirlo con una Attitude Adjustment. Due settimane dopo, Uso, aiutato da Solo Sikoa, attaccò Cena, il quale fu salvato dal repentino intervento di AJ Styles, che portò l'official Adam Pearce a sancire appunto un tag team match fra Cena e Styles contro Uso e Sikoa per Fastlane. La settimana successiva, Styles fu però brutalmente attaccato nel backstage da Uso e Sikoa, rimanendo impossibilitato a combattere e lasciando il solo Cena in balia del duo avversario. Nell'episodio del 29 settembre di SmackDown, LA Knight si palesò in soccorso di Cena e respinse l'ennesimo assalto di Uso e Sikoa nei confronti di quest'ultimo, proclamandosi poi come sostituto dell'indisposto Styles in quel di Fastlane.
A SummerSlam, Iyo Sky incassò con successo il contratto del Money in the Bank ai danni di Bianca Belair, la quale, poco prima, aveva prevalso in un triple threat match che comprendeva anche Charlotte Flair e l'ex campionessa Asuka, e conquistò dunque il WWE Women's Championship per la prima volta. Dopo quanto accaduto, Flair e Asuka iniziarono a rivaleggiare con Sky e le sue alleate, Bayley e Dakota Kai. Nella puntata di SmackDown del 29 settembre, Flair dichiarò che se avesse sconfitto Bayley quella stessa sera, avrebbe poi affrontato Sky a Fastlane con in palio il titolo femminile; cosa che difatti avvenne, rendendo ufficiale il match dell'evento. Poco dopo, Asuka intervenne in soccorso di Flair per respingere l'attacco di Sky, Bayley e Kai nei confronti di quest'ultima, chiedendo in seguito di essere aggiunta all'incontro di Fastlane, con Bayley che accettò per conto di Sky, trasformandolo quindi in un triple threat match.
Nell'episodio di SmackDown del 22 settembre, Santos Escobar e lo United States Champion Rey Mysterio, membri del Latino World Order, batterono gli Street Profits, alleati di Bobby Lashley, che espresse successivamente il proprio disappunto nei loro confronti per la sconfitta patita. La settimana dopo, gli Street Profits, per far ricredere Lashley, attaccarono brutalmente alle spalle Escobar e Mysterio, i quali vennero conseguentemente salvati dai loro compagni Joaquin Wilde e Cruz Del Toro, portando così lo stesso Mysterio a sfidarli ad un six-man tag team match per Fastlane, con Lashley che accettò il giorno seguente. Nella puntata di SmackDown del 6 ottobre, gli Street Profits misero tuttavia fuori gioco sia Wilde che Del Toro, rendendoli impossibilitati a combattere, ma Mysterio ribadì che avrebbe comunque trovato un sostituto direttamente all'evento, il quale si rivelò poi essere il rientrante Carlito.
Nell'episodio dell'11 agosto di SmackDown, Jey Uso si distaccò completamente dalla Bloodline, stable capeggiata dall'Undisputed WWE Universal Champion Roman Reigns, e decise di abbandonare volontariamente la federazione dopo aver attaccato il suo ex leader (kayfabe). A Payback, Cody Rhodes affermò tuttavia di essere riuscito a far reintegrare Uso in pianta stabile come membro attivo nel roster di Raw, nonostante alcune opposizioni di vari atleti per le riprovevoli azioni che aveva compiuto ai tempi in cui era esponente della Bloodline, dichiarandolo meritevole di una seconda opportunità. Nella puntata di Raw del 18 settembre, il Judgment Day cercò di convincere Uso ad unirsi a loro, ma quest'ultimo rifiutò la proposta e fu conseguentemente attaccato dalla fazione, portando dunque Rhodes a sopraggiungere in suo aiuto per respingerli. Dopo quanto successo, fu sancito che Finn Bálor e Damian Priest avrebbero difeso sia il Raw Tag Team Championship che lo SmackDown Tag Team Championship contro Rhodes e Uso a Fastlane.

## Risultati
| # | Match | Stipulazioni                                                  | Durata |
| - | --- | ------------------------------------------------------------- | ------ |
| 1 | Cody Rhodes e Jey Uso hanno sconfitto il Judgment Day (c) (Finn Bálor e Damian Priest)                      | Tag team match per l'Undisputed WWE Tag Team Championship     | 20:40  |
| 2 | Carlito, Rey Mysterio e Santos Escobar (con Zelina Vega) hanno sconfitto Bobby Lashley e gli Street Profits | Six-man tag team match                                        | 10:00  |
| 3 | Iyo Sky (c) ha sconfitto Asuka e Charlotte Flair                                                            | Triple threat match per il WWE Women's Championship           | 17:20  |
| 4 | John Cena e LA Knight hanno sconfitto Jimmy Uso e Solo Sikoa (con Paul Heyman)                              | Tag team match                                                | 17:20  |
| 5 | Seth Rollins (c) ha sconfitto Shinsuke Nakamura                                                             | Last man standing match per il World Heavyweight Championship | 28:25  |